# Museo Frederic Marès
El Museo Frederic Marès es un singular museo de coleccionista que se encuentra en el centro de la ciudad de Barcelona (España), en la plaza de Sant Iu número 5, en una estancia del Palacio Real Mayor. Alberga la colección donada a la ciudad por el escultor Frederic Marès Deulovol (Portbou, 1893 - Barcelona, 1991).

## Historia
La idea del museo nació en 1944 cuando Marès realizó una exposición de gran parte de su colección. La muestra incluía diversos objetos como algunos incunables o muestras de esculturas medievales. Marès prometió entonces donar su colección a la ciudad. En 1946 se inauguró la primera sede del museo, instalada en un primer piso de un edificio de la calle Comtes de Barcelona.
El museo fue inaugurado de forma oficial en 1948 e inicialmente constaba solo de cuatro salas. Marès no abandonó su pasión por coleccionar y el edificio fue ampliándose con nuevas salas hasta 1970, año en el que el museo adquiere el volumen actual.
A partir del momento en que el museo ya no se pudo ampliar más, Marès decide repartir su colección. Así, pueden encontrarse obras procedentes de esta colección en el Museo de Historia de Sabadell, el Museo del Ampurdán de Figueras, o en Madrid, en el Museo de la Real Academia de Bellas Artes de San Fernando. También creó nuevos centros museísticos, como el Museo Frederic Marès de Montblanch, el Museo de Arenys de Mar y el Museo del Libro Frederic Marès en la Biblioteca de Cataluña.
En 1996 se inicia un proyecto museográfico que afecta la sección de escultura y que finaliza en 2011.

## Edificio
El Ayuntamiento de Barcelona, recogiendo la voluntad de Marès, acordó crear el museo y emplazarlo en el Barrio Gótico.
El museo se dispuso aprovechando una serie de edificios que ocupaban una parte de los espacios de lo que había sido el Palacio Real Mayor, sede de los Condes de Barcelona y reyes de la Corona de Aragón en la época medieval. La restauración en clave medieval de algunas de las dependencias del nuevo centro museográfico, coincidiendo con las campañas de rehabilitación del Barrio Gótico, dotaron las colecciones de un entorno particular.

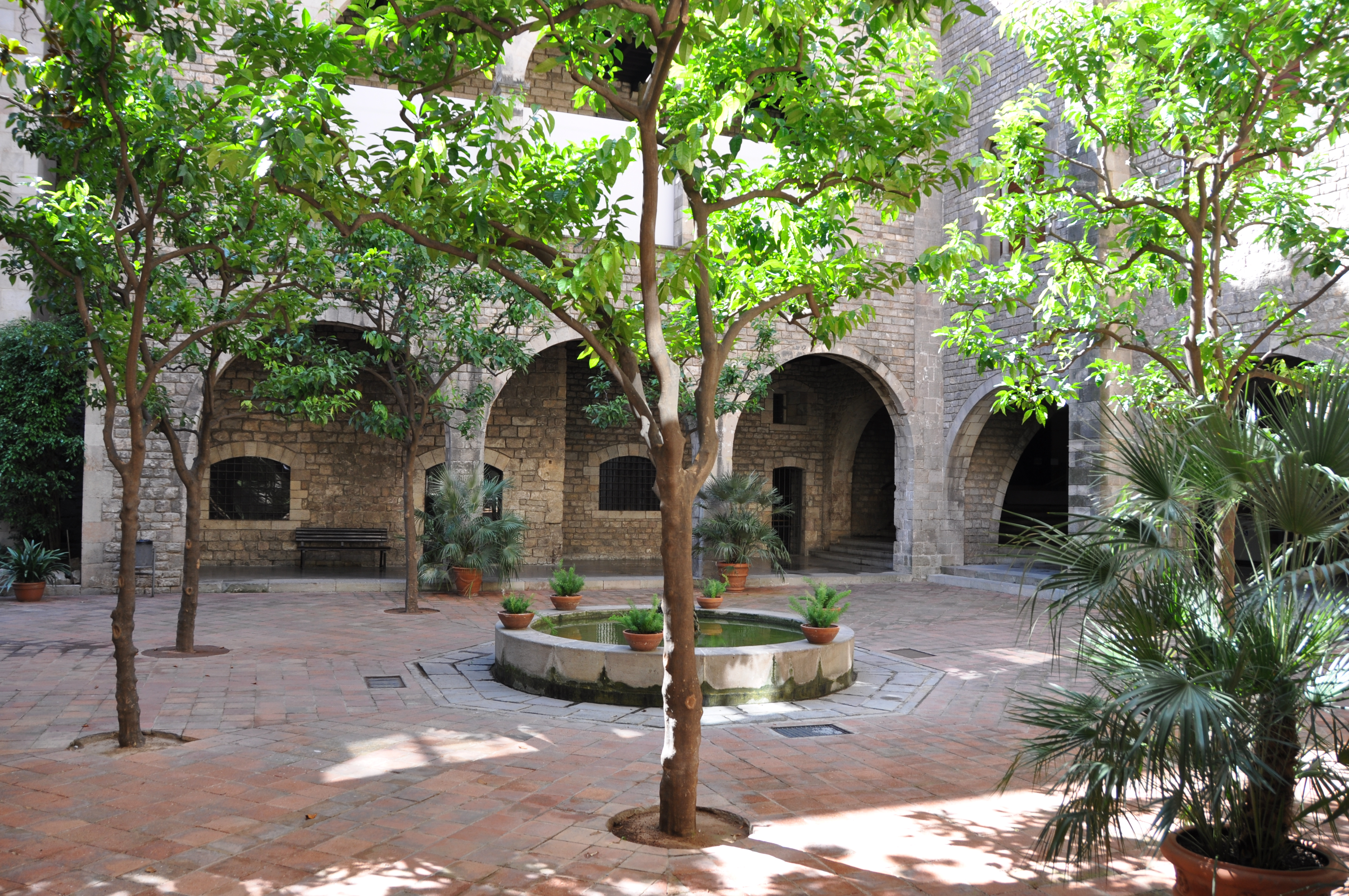
Patio del Museu

Actualmente se accede al museo por el patio, o jardín del mencionado Palacio Real Mayor, desde la plaza de Sant Iu, al lado de la catedral de Barcelona.

## Vergel
El vergel del Palacio Real Mayor de los Condes de Barcelona es un patio lleno de naranjos, rodeado de soportales, que durante el buen tiempo se convierte en un espacio especialmente agradable. En el patio mismo hay un surtidor donde el día de Corpus se celebra la tradicional fiesta de "L'ou com balla".También tienen lugar algunas actividades culturales a lo largo del año.

## Colección

### Escultura
Frederic Marès convirtió la escultura en algo más que su vocación artística. A lo largo de su vida reunió una extensa colección de escultura hispánica, desde la época antigua hasta finales del siglo XIX, en la que predomina la talla policromada.
La colección escultórica está dividida en siete ámbitos museísticos repartidos entre las plantas baja, primera y sótano del Museo: Mundo antiguo (siglos V a. C.-IV d. C.); Románico (siglos XI-XIII); Gótico (siglos XIII-XIV); Gótico (siglo XV); Renacimiento (siglo XVI); Barroco (siglos XVII-XVIII) y siglo XIX. Cataluña.
La sección de escultura se complementa con otras colecciones: pintura, tejido e indumentaria, orfebrería y mobiliario.

#### Mundo antiguo (siglosVa.C.-IVd.C.)
La primera sala del museo está dedicada al mundo antiguo. Se pueden ver diferentes trabajos escultóricos: retratos, torsos, esculturas de cuerpo entero y un grupo formado por dos figuras femeninas o ninfas, así como el frontal de un sarcófago romano tarde, conocido con el nombre de Sarcófago de Layos. Una serie de colecciones diversas nos permiten acercarnos a las culturas del Mediterráneo entre el siglo V a. C. y el IV d. C.: exvotos ibéricos de bronce, terracotas helenísticas y romanas, tragaluces o lámparas de aceite, figuritas de divinidades y objetos de uso doméstico de bronce y fragmentos de apliques de hueso decorados. Finalmente, en el mismo ámbito se exponen piezas que cronológicamente no corresponden a la antigüedad, se trata de réplicas de obras conocidas y modelos hechos al estilo clásico, que siguiendo la tradición de los coleccionistas privados desde el Renacimiento, s exponen conjuntamente con las obras antiguas.

#### Románico (siglosXI-XII)
El arte románico se expone de las salas 2 a la 5 y está presente tanto en obras de tamaño como en trabajos de piedra. La producción más conocida y abundante de los talleres románicos es la imaginería en madera policromada, que se centra en dos temas iconográficos: las vírgenes y los crucifijos. De las primeras, la mayor parte son obras de talleres locales y destacan un nutrido grupo de catalanas. De los crucifijos, se muestran obras procedentes de Cataluña y Castilla, de dimensiones y funciones diversas. Dentro la escultura en piedra, toma importancia la escultura monumental vinculada a la arquitectura, que en gran parte se expone en la sala 12. La obra más relevante es el relieve de mármol Aparición de Jesús a sus discípulos en el mar, obra capital del Maestro de Cabestany procedente de la portada del monasterio de Sant Pere de Rodes (Girona).

#### Gótico (siglosXIII-XIV)
La primera etapa del gótico se exhibe en las salas 6 a la 13. La escultura en talla mejor representada en el Museo es la vinculada a Castilla y León y La Rioja-Navarra, sobre todo con vírgenes que estilísticamente muestran todavía un carácter retardario. Progresivamente se van introduciendo fórmulas góticas que se aprecian en la manera de representar de una manera más humanizada, las vírgenes, los crucifijo y los calvarios. El museo conserva obras de escultores catalanes como Aloi de Montbrai, Jaume Cascalls o Pere Moragues. De este mismo periodo destacan dos tipologías escultóricas presentes en la colección: las vírgenes de alabastro y los retablos de piedra.

#### Gótico (sigloXV)
Las obras góticas del siglo XV se concentran en las salas 14, 15 y 17. Del panorama artístico hispánico de este momento se exhiben esculturas hispanoflamencas, el estilo propio arraigado en Castilla a partir de la influencia directa del arte flamenco. Destaca también el numeroso grupo de esculturas atribuidas a Alejo de Vahía, maestro foráneo afincado en la Península, y en su taller.
Los temas iconográficos amplían con imágenes de culto aisladas o que formaban parte de retablos, grupos escultóricos, -como las Piedades o las Santas generaciones-, y en bustos relicarios, la cronología de los que sobrepasa la propiamente gótica. Completan este ámbito un conjunto de obras adscritas a las escuelas extranjeras, como los relieves de alabastro ingleses, o las obras importadas de Alemania o los Países Bajos.

#### Renacimiento (sigloXVI)
La escultura renacentista, el período artístico mejor representado de la colección, se expone desde la sala 18 a la 24. Aparte de unas primeras obras que se podrían definir como goticorenacentista, se exponen obras con una nueva estética que llega a la Península a través de artistas italianos o maestros españoles formados en Italia, u obras importadas de ese país. El Museo cuenta con una buena representación de los principales centros hispánicos del siglo XVI y de los artistas más destacados: Burgos (Felipe Vigarny), Palencia (Juan de Valmaseda, Manuel Álvarez), León, Valladolid (Alonso Berruguete, Juan de Juni, Francisco Giralte, círculo de Gaspar Becerra, Esteban Jordán, Francisco Rincón), Toro (Juan de Montejo), La Rioja (Arnao de Bruselas, Andrés de Araoz) y Navarra (círculo de Juan de Beauves, círculo de Juan de Anchieta).

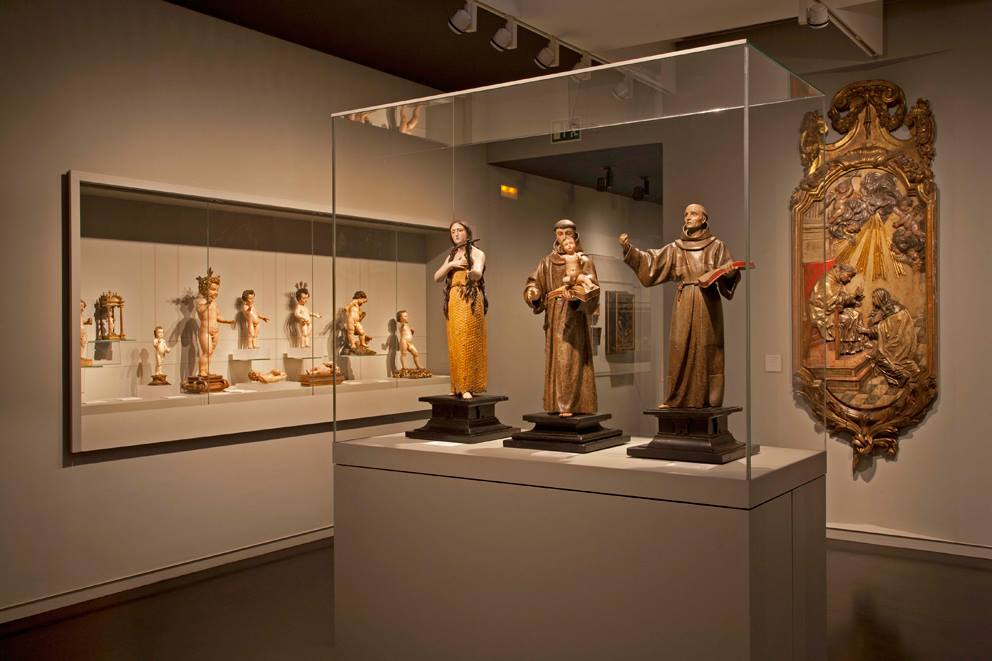
Sala de escultura barroca

#### Barroco (siglosXVII-XVIII)
La escultura barroca del museo se concentra de la sala 25 en la 27. Al inicio del siglo XVII la escultura hispánica, y en particular los centros artísticos de Castilla y León, evolucionan a partir de las propuestas manieristas y romanistas hacia el realismo barroco. En Valladolid, destaca un artista excepcional: Gregorio Fernández y en Toro dos escultores de gran nivel: Sebastián Ducete y Esteban de Rueda. Del norte peninsular expone obra de Luis Fernández de la Vega (Asturias), Lope de Larrea (Álava) y Juan Vazcardo (Navarra). Andalucía ofrece un conjunto de obras de gran calidad, de las que sobresalen las de Pedro de Mena, uno de los escultores más prestigiosos en España y América. El barroco del siglo XVIII encuentra a lo largo de la costa mediterránea los centros de producción más activos, como Murcia (Francisco Salzillo), Alicante y Cataluña.

#### SigloXIX. Cataluña
Frederic Marès, a la hora de construir las colecciones de escultura vuitcenstista, se ciñó fundamentalmente en Cataluña. En la sala 28 se exponen, a medio camino entre los siglos XVIII y XIX, imágenes religiosas del escultor y popular pesebrista Ramón Amadeu, junto con figuras de pesebre napolitanas y catalanas. El neoclasicismo está bien representado con obras de los escultores Damià Campeny y Antoni Solà. De mediados del siglo XIX, se exhiben modelos de terracota de esculturas públicas y monumentales, obra de los hermanos Venanci y Agapit Vallmitjana. Completa este ámbito una selección de medallas conmemorativas, fundamentalmente francesas y catalanas.

### Gabinet del col·leccionista
En el llamado Gabinete del coleccionista se exponen decenas de miles de objetos de la vida cotidiana, fundamentalmente del siglo XIX, testimonio de unas formas de vida y costumbres del pasado: abanicos, relicarios, fotografías, relojes, juguetes, pipas, peines, autómatas..., que presentados dentro de una atmósfera intimista, evocan el universo particular de Marès.
Las 17 salas del Gabinete del coleccionista están situadas en la segunda y tercera planta del Museo y tal como indican sus nombres, algunos denominados por Frederic Marès, son temáticas que forman un conjunto en función de un tema, un hecho o una costumbre.
Las salas de los trabajos de forja muestran más de 1400 piezas de forja y trabajos en metal: picaportes, llaves, cerraduras, tijeras, llaves de cerradura, trabajos de pasantía de los aspirantes a maestros cerrajeros.
La sala de Montserrat, dedicada a la Virgen de Montserrat, patrona de Cataluña, exhibe pinturas, esculturas, relieves, paneles de marquetería, gozos, medallas, que permiten ver la evolución iconográfica de la imagen.
La sala de las armas presenta una selección de las que Frederic Marès dio en 1962 en el Ayuntamiento de Barcelona, a raíz de la creación del Museo Militar de Montjuïc, cerrado desde 2009: ballestas, espingardas, arcabuces, pistolas, polveras, cascos, escudos, espadas y dagas de los siglos XVI al XIX.
La sala femenina, uno de los espacios más singulares del Gabinete, es un exponente de la mujer burguesa del siglo XIX. Se exhiben complementos femeninos como: abanicos, bolsos, peines y diademas, frascos de perfumes, pulseras, colgantes, pendientes, Porte-bouquet, labores de pelo, guantes, pañuelos de encaje... pero también elementos decorativos tales como jarrones, litofanías, figuritas de porcelana, mesas revueltas, así como amuletos, tijeras de escribano o despabiladeras.
En la sala del fumador destaca una numerosa colección de pipas, cigarreras, cajas de rapé y tabaco en rama, anillos de cigarros, libritos de papel de fumar y cajitas de cerillas.
En la sala de las floreros de concha se expone una curiosa colección de estos objetos decorativos formados por una campana o globo de cristal en el interior de los cuales se presentaba una composición decorativa hecha con cáscaras de conchas, caracoles y patas y cuernos de crustáceos.
La sala de fotografía reúne un conjunto de retratos en técnicas antiguas: daguerrotipos, ambrotipos y ferrotipos, imágenes de artistas catalanes y vistas de Barcelona, tarjetas de visita y un conjunto de cámaras y de accesorios fotográficos.
La sala de los relojes muestra ejemplares domésticos de pared y de sobremesa: predominan los conocidos con el nombre de ratonera, o los comtoise. También se exponen relojes singulares barceloneses: como el que presidía el Café de les 7 Portes o la maquinaria del reloj de campanario del antiguo Hospital de la Santa Cruz de Barcelona.
Las salas de la cerámica y el vidrio, en total cinco, presentan una gran diversidad de tipologías: aiguabenditeras, botes de farmacia, azulejos heráldicos o de oficios, paneles devocionales, platos, tarros de miel, escudillas, cuencos, etc. Las piezas de cerámica están hechas de loza policromada decorada en reflejo metálico, monocromo, en verde o azul. Los principales centros productores son Manises, Paterna, Talavera de la Reina, Puente del Arzobispo, Barcelona, Muel y Alcora.

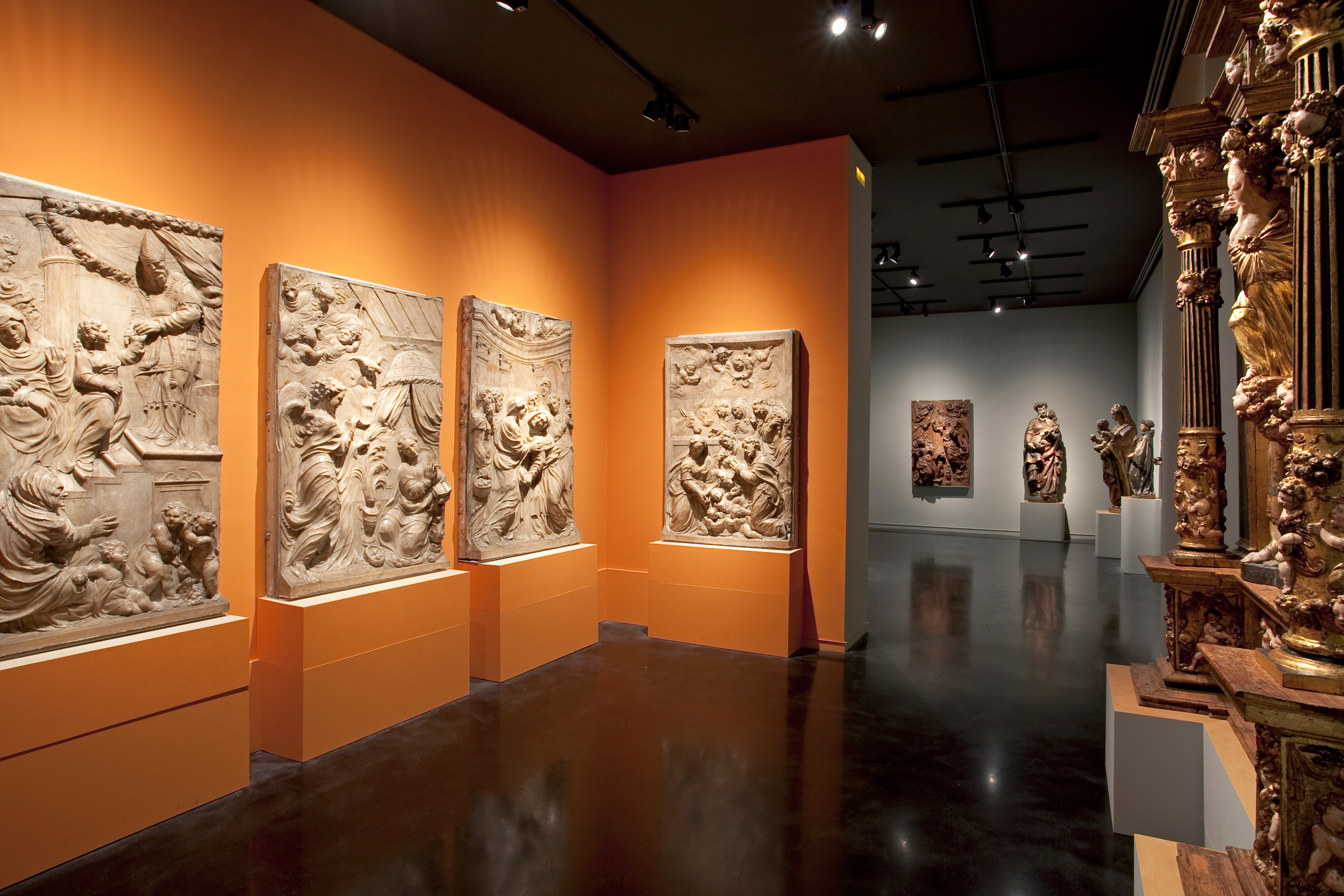
Sala de escultura renacentista

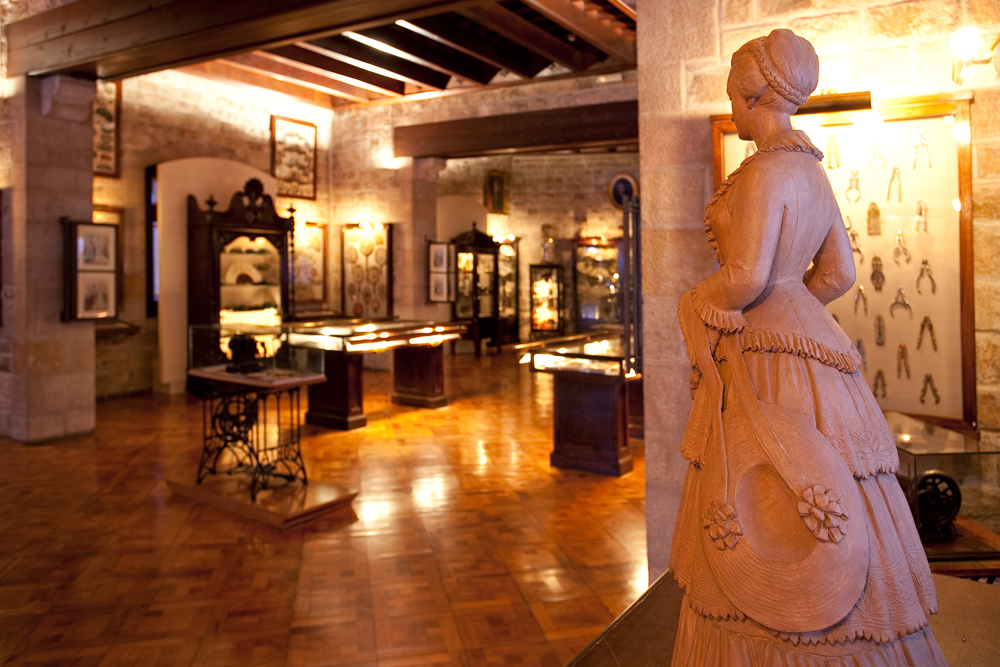
Sala femenina

La sala de la fe acoge una numerosa colección de objetos litúrgicos y devocionales: relicarios, escapularios, agnus dei, cruces, objetos souvenir de Tierra Santa, incensarios, navetas, hisopos, misales, floreros de altar de lata, veneras y plaquetas de cofradías y congregaciones, cajas de limosna y capellitas de acopiadores, exvotos pintados y de plata, cascarillas, ornamentos de imaginería religiosa, como coronas, diademas y nimbos, entre muchos otros.

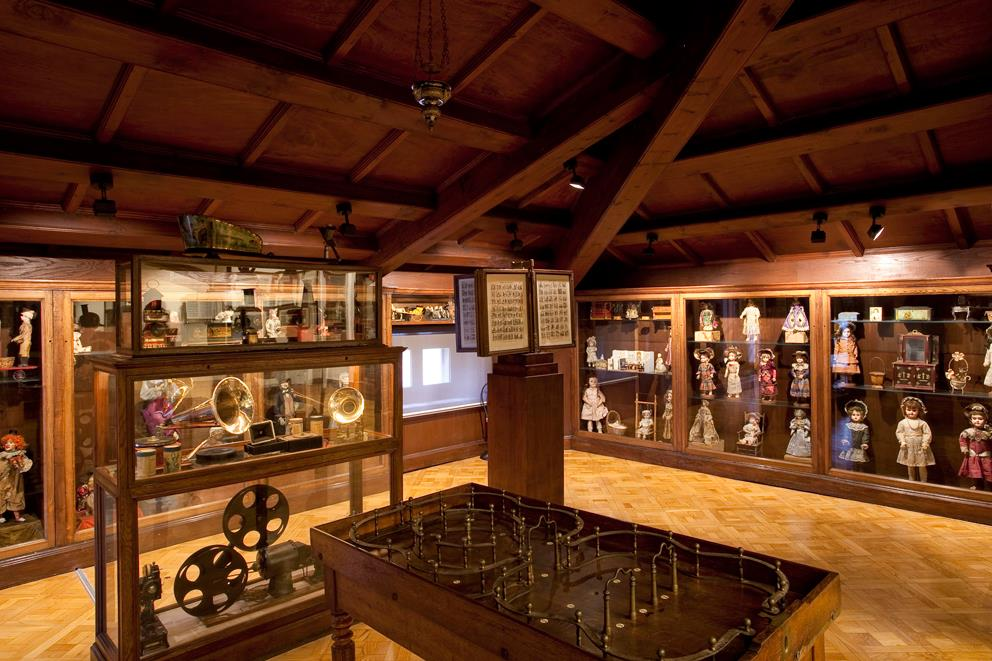
Sala de les diversions

La sala masculina tiene como protagonista varias colecciones de complementos de la indumentaria masculina imprescindibles en ciertas clases sociales, desde hebillas de zapato, châtelains y llaves de relojes, botones, bastones, portamonedas y bolsas de avaro, cajitas de rapé, así como lentes, impertinentes, monóculos y prismáticos de teatro, entre otros.
En la sala de las diversiones exponen las colecciones relacionadas con el ocio y la diversión barceloneses del siglo XIX y principios del XX. El mundo del juguete está presente con los soldaditos de plomo, los teatros de papel, los caballitos de cartón, los recortables, los cromos, las muñecas, los accesorios para las casas de muñecas, las peonzas, los juguetes de lata y los autómatas, los juegos de mesa y los juegos de ingenio. Del mundo del espectáculo y la fiesta se exhiben libretos de dramas musicales y óperas, fotografías y documentos de artistas, invitaciones de bailes populares, programas de Carnaval, entradas, programas y fotografías de toreo y circo. Vinculados al mundo de la música, hay que destacar los gramófonos y las cajas de música mecánica, y al mundo de la imagen, las fotografías y visores estereoscópicos y objetos como el poliorama panóptico, el praxinoscopio, el zootropo o las linternas mágicas.

### Estudio-biblioteca de Frederic Marès

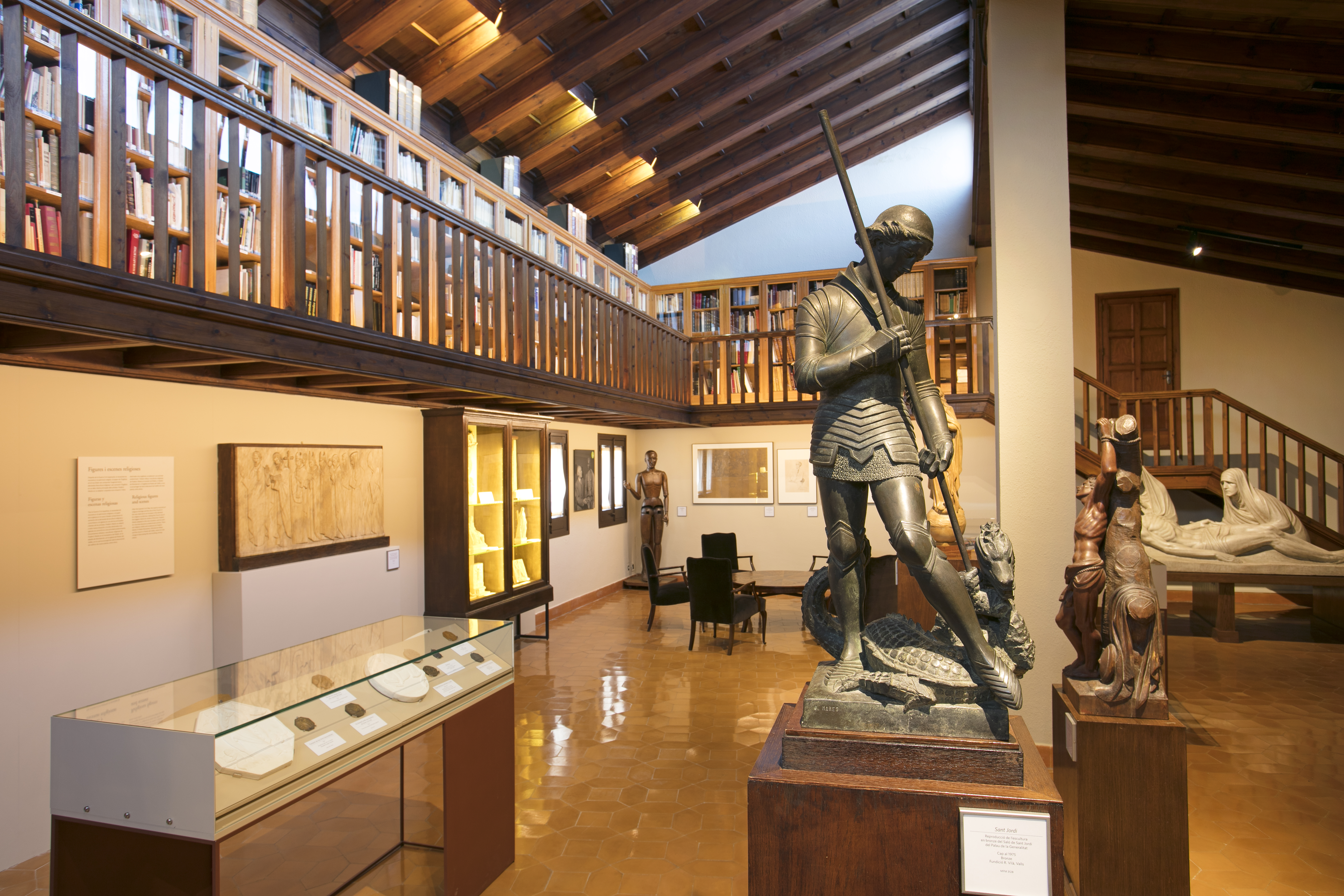
Estudio-biblioteca

Marés también donó parte de su propia obra escultórica, la cual se exhibe en su Estudio-Biblioteca abierto al público desde 1996.
El Estudio-biblioteca de Frederic Marès es un espacio situado en la segunda planta del edificio, que combina la obra propia del escultor y coleccionista con sus recuerdos personales. Durante muchos años Frederic Marès recibió ahí a sus amigos y los visitantes distinguidos, rodeado de sus obras, su biblioteca y sus pertenencias. En 1988 Marès también dio parte de su propia obra escultórica y en 1996 el museo decidió abrir el espacio para poder ofrecer al público la posibilidad de conocer más de cerca la personalidad del fundador. En cierto modo, esta sala de reserva recuerda el taller del artista, que además, al inicio de la construcción del Museo restó emplazado también en el sótano del edificio.
El 25 de noviembre de 2018 se ha inaugurado la nueva presentación museográfica del Estudio-biblioteca de Frederic Marès en los actos de conmemoración de los 70 años de la inauguración del Museo Frederic Marès. La nueva presentación museográfica ha comportado la renovación del discurso museológico, aportando contenido informativo sobre el espacio, el personaje y las obras expuestas, así como del mobiliario expositivo y la sustitución de la antigua iluminación por lámparas LED. La nueva presentación ha querido mantener la misma atmósfera de calidez, tal como lo había ideado el propio Frederic Marès, y la singularidad del espacio.
El discurso de la nueva presentación museográfica ha consistido en explicar a través de seis ámbitos temáticos, la trayectoria de Frederic Marès, como escultor:
1. FIGURAS Y RETRATOS
2. ESCULTURA PÚBLICA
3. RESTAURACIONES Y RECREACIONES
4. ARTE FUNERARIO
5. FIGURAS Y ESCENAS RELIGIOSAS
6. MEDALLAS

## Entre las obras principales destacan
- Un relieve románico procedente del monasterio de San Pedro de Roda y que representa La Aparición de Jesús a sus discípulos en el lago de Tiberíades, atribuido al Maestro de Cabestany;
- Una extensa colección de vírgenes y crucificados de estilo Románico, Gótico y de transición entre los dos estilos;
- Gran representación de la escultura castellana gótica y renacentista, con varias obras de Alejo de Vahía, Alonso Berruguete y Manuel Álvarez, y un grupo en terracota de La Piedad, por Juan de Juni;
- Ejemplares de la escultura barroca hispana, con piezas de Gregorio Fernández, Francisco Salzillo y Pedro de Mena.